# Edward Davidson
Edward Steinberg Davidson (* 27. Dezember 1939 in Boston, Massachusetts) ist ein US-amerikanischer Computeringenieur. 
Davidson studierte Mathematik an der Harvard University mit dem Bachelor-Abschluss 1961 und Kommunikationswissenschaft an der University of Michigan mit dem Master-Abschluss 1962. Danach arbeitete er bis 1965 bei Honeywell als Ingenieur im Logik-Entwurf. 1968 wurde er an der University of Illinois at Urbana-Champaign in Elektrotechnik promoviert, ging 1968 als Professor an die Stanford University und 1973 an die University of Illinois als Professor. 1988 wurde er Professor an der University of Michigan, wo er 1988 bis 1990 die Informatik-Fakultät leitete, 1994 bis 1997 das Center for Parallel Computing leitete und 2000 emeritierte.
Er leitete die Hardware-Entwickler des Cedar-Parallelrechners am Supercomputer Center der University of Illinois von 1984 bis 1987. Schon zuvor entwarf er mit Studenten 1976 ein symmetrisches Multiprozessorsystem mit 8 Prozessoren. Er leistete Beiträge zum Entwurf von Pipeline-Architekturen (Reservation Table Methode) und Software Pipelining.
Als Computer-Architekt arbeitete er unter anderem für Honeywell, Hewlett-Packard und IBM und war Berater bei DEC und verschiedenen US-Regierungsstellen. 2000 erhielt er den Eckert-Mauchly Award und 1992 den Harry H. Goode Memorial Award der IEEE. Er ist IEEE Fellow und leitete 1979 bis 1983 die Computer-Architektur Abteilung (SIGARCH) der Association for Computing Machinery (ACM).
Zu seinen Doktoranden zählt Joel Emer.